# Eve (歌手)
Eve（イブ、5月23日 - ）は、日本の歌手、シンガーソングライター、ミュージシャン。2009年からインターネットを中心に活動。所属レーベルはトイズファクトリー。

## 人物
生年非公表。小学生時代にBUMP OF CHICKENのCDシングル「supernova/カルマ」を買ったのをきっかけにMDで多くの音楽を楽しむようになり、その後RADWIMPS、相対性理論、ねごと、Galileo Galilei、チャットモンチー、ASIAN KUNG-FU GENERATION、tacicaなどの音楽を好んだ。そんな中、halyosyの歌う「メルト」をニコニコ動画で聴き、VOCALOIDの世界にのめり込んだ。そのまま2009年より歌い手としてネットシーンに登場。高校時代までスポーツ少年でバンドの経験はなかったが、趣味として活動していくうちに注目を集めていく。
2015年以降は作詞・作曲を伴う活動も行い、ボカロPとしての顔も持つようになったほか、2017年に公開されたオリジナル曲「ナンセンス文学」でシンガーソングライターとしての側面が注目を集める。2019年にはトイズファクトリーからメジャーデビューを果たす。2020年にはTVアニメ『呪術廻戦』のOPテーマ「廻廻奇譚」がロングヒットを記録するなど、タイアップを増加させてより一層知名度を上げた。

## 来歴

### 2009年 - 2016年：歌い手として
2009年4月26日にニコニコミュニティ「Eve」を開設し、生放送などの活動を開始。10月1日に「TRAGIC BOY」の歌ってみた動画をニコニコ動画に投稿し、歌い手としての活動を開始。
2012年に夏代孝明らと共にバンド・einieを結成、活動開始し、8月15日に「アイロニー」をニコニコ動画に投稿した。2013年11月10日に自身のYouTubeチャンネルを開設。12月5日に年内を以ってeinieの活動を休止することを発表。
2014年にボーカルユニット「Riot of color」を結成し、8月17日に1枚目の自主制作アルバム『Wonder Word』を発売。Riot of colorの1枚目のアルバム『Riot of color』も同時発売。12月30日にゆりんとのコラボレーションアルバム『oyasumi』を発売。
2015年5月23日と8月30日にゆりんとのツーマンライブ「oyasumi live」を開催。8月16日に2枚目の自主制作アルバム『Round Robin』を発売。一部楽曲で自身でも作詞・作曲を手掛けるようになった。また、Riot of colorの2枚目のアルバム『COLORFUL』も同時発売。
2016年8月14日にRiot of colorとして3枚目のアルバム『SHUFFLE』を発売。10月19日に自身初の全国流通盤である3枚目のアルバム『OFFICIAL NUMBER』を発売。11月にユニセックスブランド「はらぺこ商店」を立ち上げる。12月2日に自身初となるボーカロイドの初音ミクを用いた楽曲「sister」を公開し、ボカロPとしての活動を始める。

### 2017年 - 2018年：シンガーソングライターへ転身、「文化」
2017年2月12日に夏代孝明との共同主催ライブ「なついぶ! 〜こんなところでしてもいいんですかライブ〜」をZepp Tokyoで開催。8月2日に自身のYouTubeチャンネル登録者数が10万人を突破。9月29日に自身初の配信シングル「ナンセンス文学」「あの娘シークレット」を同時配信。12月13日に4枚目のアルバム『文化』を発売。全ての収録曲を自身で作詞・作曲した初のアルバムとなった。同アルバムはオリコンのインディーズチャート1位、iTunesでは2位を記録した。
2018年2月28日にSouとのコラボレーションアルバム『蒼』を発売し、5月5日と8月29日にSouとのツーマンライブ「蒼」を横浜ベイホールとZepp DiverCityで開催した。8月5日から11月4日まで、自身初となるワンマンツアー「メリエンダ」を4会場4公演で開催した。

### 2019年 - 2020年：メジャーデビュー、「おとぎ」「Smile」
2019年2月6日にメジャーデビューアルバム『おとぎ』を発売し、同年12月にタワレコメンアワード2019に選出された。4月1日にイラストブック「ZINGAI」を発売。4月4日にFMラジオ番組『SCHOOL OF LOCK!』内「Eve LOCKS!」が放送開始（2021年3月放送終了）。4月20日に自身のYouTubeチャンネル登録者数が100万人を突破。6月25日にアニメ『どろろ』の第2クールエンディングテーマで自身初のテレビアニメの主題歌のタイアップとなる「闇夜」を配信リリース。10月11日に専門学校HALのCMソング「レーゾンデートル」を配信し、12月19日にJR SKISKI 2019-2020キャンペーンテーマソング「白銀」を配信。
2020年2月12日にメジャー2作目のアルバム『Smile』を発売し、同作品に収録されている楽曲「心予報」がロッテガーナチョコレート “ピンクバレンタイン”テーマソングに起用された。4月15日発売の「月刊コミックジーン」にEveが初めて原作とプロデュースをした漫画「虚の記憶」が連載される。10月3日にテレビアニメ『呪術廻戦』オープニングテーマである「廻廻奇譚」を配信。10月10日に自身のYouTubeチャンネル登録者数が200万人を突破。10月24日に「約束」を配信開始し、同曲のミュージック・ビデオを公開と同時に新プロジェクト「Wonder Word」を立ち上げる。12月16日にEve公式アプリ「ZINGAI」のサービスを開始（2022年6月30日サービス終了）。12月23日、自身初のEP『廻廻奇譚/蒼のワルツ』を発売。収録曲の「蒼のワルツ」「心海」が劇場アニメ『ジョセと虎と魚たち』の主題歌・挿入歌として起用された。

### 2021年 - 2022年：原点回帰、「廻人」
2021年2月5日にロッテ「ガーナチョコレート “Gift”」テーマソングとして、suis（ヨルシカ）とのコラボ曲「平行線」を配信。3月10日に「廻廻奇譚」のストリーミング累計再生数が、4月13日に「廻廻奇譚」のミュージックビデオの再生回数がそれぞれ自身初の1億回再生を達成。5月18日に自身のYouTubeチャンネル登録者数が300万人を突破した。6月11日に「ドラマツルギー」のミュージックビデオの再生回数が1億回を突破。9月30日、配信限定EP『群青讃歌/遊生夢死』を配信リリース。表題曲の「群青讃歌」は、スマホゲーム「プロジェクトセカイ カラフルステージ! feat. 初音ミク」の1周年記念アニバーサリーソングに起用され、ニコニコ動画には初音ミクが歌唱するバージョンが約3年振りに投稿された。12月3日、自身も出演するSpotifyまとめ / Spotify PremiumのCMソングである「藍才」を配信リリース。
2022年1月1日、「廻廻奇譚」のミュージック・ビデオの再生回数が2億回を突破。2月9日、初のボーカロイドアルバム『Eve Vocaloid 01』を配信リリース。3月15日、自身が楽曲を書き下ろした音楽映画『Adam by Eve: A Live in Animation』がNetflixにて世界同時配信。3月16日、メジャー3作目となるアルバム『廻人』を発売。4月8日から5月23日にかけて、約2年3ヶ月振りかつ自身最大の公演数となったライブツアー「Eve Live Tour 2022 廻人」を開催。5月12日、「お気に召すまま」のミュージックビデオの再生回数が1億回を突破。5月24日、自身のYouTubeチャンネル登録者数が400万人を突破した。8月29日と30日に「Eve Live Tour 2022 廻人」の追加公演を自身初となる日本武道館で開催。12月13日、初の映像作品『ZINGAI』を発売。12月24日、初の配信ライブ「#Eveの日 Xmas Live」をYouTubeにて配信した。12月28日、テレビアニメ『チェンソーマン』第12話エンディングテーマとなった「ファイトソング」を配信リリース。

### 2023年 - 現在：アリーナ公演および海外公演の敢行
2023年3月22日、テレビアニメ『僕のヒーローアカデミア』のオープニングテーマ「ぼくらの」を含む4曲入りEP『ぼくらの』をリリース。8月に自身初となるアリーナツアー「Eve Arena Tour 2023 虎狼来」を、11月にさいたまスーパーアリーナにて「Eve Live 2023 花嵐」を開催。12月25日、「逃避行」を配信リリース。
2024年1月13日にテレビドラマ『院内警察』主題歌の「pray」をリリース。3月10日、約2年半振りとなるボカロ楽曲「Glorious Day」を発表。5月に自身初となるアジアツアー「Eve Asia Tour 2024 Culture」をアジア5都市と横浜BUNTAIで開催。8月13日、自身のYouTubeチャンネル登録者数が500万人を突破。8月には有明アリーナで「Eve Asia Tour 2024 追加公演 文化」、10月には韓国のKOREA UNIV. TIGER DOMEで「Eve Asia Tour 2024 Additional LIVE Culture IN SEOUL」を敢行。11月27日に2年8ヶ月ぶりとなるアルバム『Under Blue』を発売。2025年7月からアルバムタイトルを冠した全国5都市10公演を廻るアリーナツアー「Eve Arena Tour 2025 Under Blue」を敢行予定。

## ディスコグラフィ
※表の順位欄について特記がない限り、CD作品はオリコンチャートの最高位、デジタル作品はBillboard JAPAN各種DLチャートの最高位、映像作品はオリコン音楽DVD・BDランキングの最高位を示す。

### 配信限定シングル
|     | 配信日 | 配信日  | タイトル           | 収録アルバム |
| 年  | 月日   |         | タイトル           | 収録アルバム |
| --- | ------ | ------- | ------------------ | ------------ |
| 1st | 2017年 | 9月29日 | ナンセンス文学     | 文化         |
| 2nd | 2017年 | 9月29日 | あの娘シークレット | 文化         |

|      | 配信日 | 配信日   | タイトル                           | 規格品番   | 順位 | 順位 | 順位 | 収録アルバム              |
| 年   | 月日   | Hot 100  | タイトル                           | 規格品番   | DL   | ST   |      | 収録アルバム              |
| ---- | ------ | -------- | ---------------------------------- | ---------- | ---- | ---- | ---- | ------------------------- |
| 1st  | 2019年 | 6月25日  | 闇夜                               | TFDS-00535 | 31位 | 28位 | -    | Smile                     |
| 2nd  | 2019年 | 10月11日 | レーゾンデートル                   | TFDS-00562 | 45位 | 32位 | -    | Smile                     |
| 3rd  | 2019年 | 12月19日 | 白銀                               | TFDS-00574 | 88位 | 44位 | -    | Smile                     |
| 4th  | 2020年 | 10月3日  | 廻廻奇譚                           | TFDS-00621 | 7位  | 5位  | 6位  | 廻人                      |
| 5th  | 2020年 | 10月24日 | 約束                               | TFDS-00628 | -    | -    | -    | EP『廻廻奇譚/蒼のワルツ』 |
| 6th  | 2020年 | 12月4日  | 心海                               | TFDS-00633 | -    | -    | -    | 廻人                      |
| 7th  | 2021年 | 2月5日   | 平行線                             | TFDS-00646 | 38位 | 14位 | 65位 | 廻人                      |
| 8th  | 2021年 | 4月30日  | 夜は仄か                           | TFDS-00662 | 54位 | 23位 | 67位 | 廻人                      |
| 9th  | 2021年 | 12月3日  | 藍才                               | TFDS-00736 | -    | 49位 | -    | 廻人                      |
| 10th | 2022年 | 3月8日   | アヴァン                           | TFDS-00750 | 50位 | 6位  | -    | 廻人                      |
| 11th | 2022年 | 4月21日  | Bubble feat. Uta                   | TFDS-00786 | 41位 | 15位 | 59位 | Under Blue                |
| 12th | 2022年 | 12月1日  | 白雪                               | TFDS-00845 | 69位 | 64位 | -    | Under Blue                |
| 13th | 2022年 | 12月28日 | ファイトソング                     | TFDS-00847 | 26位 | 6位  | 36位 | Under Blue                |
| 14th | 2023年 | 1月8日   | ぼくらの                           | TFDS-00867 | 42位 | 20位 | -    | Under Blue                |
| 15th | 2023年 | 8月11日  | 冒険録                             | TFDS-00926 | -    | 80位 | -    | Under Blue                |
| 16th | 2023年 | 10月1日  | 花嵐                               | TFDS-00949 | -    | 82位 | -    | Under Blue                |
| 17th | 2023年 | 12月25日 | 逃避行                             | TFDS-00976 | -    | 61位 | -    | Under Blue                |
| 18th | 2024年 | 1月13日  | pray                               | TFDS-00981 | -    | 70位 | -    | Under Blue                |
| 19th | 2024年 | 3月1日   | インソムニア                       | TFDS-00996 | 89位 | 37位 | 83位 | Under Blue                |
| 20th | 2024年 | 5月3日   | フラットウッズのモンスターみたいに | TFDS-01008 | -    | 86位 | -    | Under Blue                |
| 21st | 2024年 | 7月7日   | スイートメモリー                   | TFDS-01041 | -    | 65位 | -    | Under Blue                |
| 22nd | 2024年 | 8月1日   | 巻物語                             | TFDS-01044 | -    | -    | -    | Under Blue                |
| 23rd | 2024年 | 10月4日  | ティーンエイジブルー               | TFDS-01102 | -    | 17位 | -    | Under Blue                |
| 24th | 2025年 | 5月23日  | feel like                          | TFDS-01154 | -    | 64位 | -    | アルバム未収録            |
| 25th | 2025年 | 7月11日  | ゴーストアベニュー                 | TFDS-01193 | -    | -    | -    | アルバム未収録            |

### EP
|      | 発売日         | タイトル            | 販売形態               | 販売形態                 | 規格品番     | 順位 |
| ---- | -------------- | ------------------- | ---------------------- | ------------------------ | ------------ | ---- |
| 1st  | 2020年12月23日 | 廻廻奇譚/蒼のワルツ | CD+DVD                 | 呪術盤                   | TFCC-86741   | 3位  |
| 1st  | 2020年12月23日 | 廻廻奇譚/蒼のワルツ | CD+グッズ              | ジョゼ盤                 | TFCC-86742   | 3位  |
| 1st  | 2020年12月23日 | 廻廻奇譚/蒼のワルツ | CD                     | 通常盤                   | TFCC-86743   | 3位  |
| 配信 | 2021年9月30日  | 群青讃歌/遊生夢死   | デジタル・ダウンロード | デジタル・ダウンロード   | TFDS-00705   | -    |
| 2nd  | 2023年3月22日  | ぼくらの            | CD+Blu-ray             | 初回生産限定盤           | TFCC-89761/2 | 4位  |
| 2nd  | 2023年3月22日  | ぼくらの            | CD+Blu-ray             | ヒロアカ盤・期間限定仕様 | TFCC-89763/4 | 4位  |
| 2nd  | 2023年3月22日  | ぼくらの            | CD                     | 通常盤                   | TFCC-89765   | 4位  |

### アルバム
|            | 発売日         | タイトル        | 販売形態 | 販売形態   | 規格品番 | 順位 |
| ---------- | -------------- | --------------- | -------- | ---------- | -------- | ---- |
| 1st (mini) | 2014年8月17日  | Wonder Word     | CD       | 通常盤     | EVE-0001 | -    |
| 2nd        | 2015年8月16日  | Round Robin     | CD       | 初回盤     | EVE-0002 | -    |
| 2nd        | 2015年8月16日  | Round Robin     | CD       | 通常盤     | EVE-0002 | -    |
| 3rd        | 2016年10月19日 | OFFICIAL NUMBER | CD       | 初回限定盤 | TEI-64   | 35位 |
| 3rd        | 2016年10月19日 | OFFICIAL NUMBER | CD       | 通常盤     | TEI-65   | 35位 |
| 4th        | 2017年12月13日 | 文化            | CD+DVD   | 初回限定盤 | TEI-74   | 14位 |
| 4th        | 2017年12月13日 | 文化            | CD       | 通常盤     | TEI-75   | 14位 |

|     | 発売日         | タイトル   | 販売形態   | 販売形態   | 規格品番     | 順位 |
| --- | -------------- | ---------- | ---------- | ---------- | ------------ | ---- |
| 1st | 2019年2月6日   | おとぎ     | CD+DVD     | 初回限定盤 | TFCC-86664   | 6位  |
| 1st | 2019年2月6日   | おとぎ     | CD         | 通常盤     | TFCC-86665   | 6位  |
| 2nd | 2020年2月12日  | Smile      | CD+DVD     | Smile盤    | TFCC-86702   | 2位  |
| 2nd | 2020年2月12日  | Smile      | CD         | 通常盤     | TFCC-86703   | 2位  |
| 3rd | 2022年3月16日  | 廻人       | CD+グッズ  | 廻人盤     | TFCC-86827   | 4位  |
| 3rd | 2022年3月16日  | 廻人       | CD+Blu-ray | 初廻盤     | TFCC-86828/9 | 4位  |
| 3rd | 2022年3月16日  | 廻人       | CD         | 通常盤     | TFCC-86830   | 4位  |
| 4th | 2024年11月27日 | Under Blue | CD+グッズ  | 青底盤     | TFCC-81105   | 5位  |
| 4th | 2024年11月27日 | Under Blue | CD+Blu-ray | 映像盤     | TFCC-81106/7 | 5位  |
| 4th | 2024年11月27日 | Under Blue | CD         | 通常盤     | TFCC-81108   | 5位  |

#### コラボレーション・アルバム
| アーティスト | 発売日         | タイトル | 販売形態 | 販売形態       | 規格品番     | レーベル         | 順位 |
| ------------ | -------------- | -------- | -------- | -------------- | ------------ | ---------------- | ---- |
| Eve&ゆりん   | 2014年12月30日 | oyasumi  | CD       | 通常盤         | oyasumi-0001 | Eve&ゆりん       | -    |
| Eve×Sou      | 2018年2月28日  | 蒼       | CD       | 初回生産限定盤 | SNCL-10      | harapeco records | 7位  |
| Eve×Sou      | 2018年2月28日  | 蒼       | CD       | 通常盤         | SNCL-11      | harapeco records | 7位  |

### ボーカロイド作品
「Eve feat. 初音ミク」名義でのリリース。

#### ボーカロイドシングル
|     | 配信日        | タイトル     | 販売形態               | 規格品番   | 順位 | 収録アルバム                                                      |
| --- | ------------- | ------------ | ---------------------- | ---------- | ---- | ----------------------------------------------------------------- |
| 1st | 2024年3月10日 | Glorious Day | デジタル・ダウンロード | KRHS-60131 | 71位 | ポケモン feat. 初音ミク Project VOLTAGE 18 Types/Songs Collection |

#### ボーカロイドアルバム
|     | 配信日       | タイトル        | 販売形態               | 規格品番   | 順位 |
| --- | ------------ | --------------- | ---------------------- | ---------- | ---- |
| 1st | 2022年2月9日 | Eve Vocaloid 01 | デジタル・ダウンロード | TFDS-00749 | 19位 |

### 映像作品
|     | 発売日         | タイトル | 販売形態 | 販売形態 | 規格品番      | 順位 |
| --- | -------------- | -------- | -------- | -------- | ------------- | ---- |
| 1st | 2022年12月13日 | ZINGAI   | ZINGAI盤 | 2Blu-ray | TFXQ-78221/2  | 3位  |
| 1st | 2022年12月13日 | ZINGAI   | ZINGAI盤 | 2DVD     | TFBQ-18259/60 | 3位  |
| 1st | 2022年12月13日 | ZINGAI   | 通常盤   | 2Blu-ray | TFXQ-78223/4  | 3位  |
| 1st | 2022年12月13日 | ZINGAI   | 通常盤   | 2DVD     | TFBQ-18261/2  | 3位  |

### ミュージックビデオ
| 制作年 | 曲名                                          | リンク      | 監督                  |
| ------ | --------------------------------------------- | ----------- | --------------------- |
| 2016年 | 惑星ループ                                    | [ 動画 1 ]  | ナユタン星人          |
| 2016年 | デーモンダンストーキョー                      | [ 動画 2 ]  | Mah                   |
| 2016年 | sister                                        | [ 動画 3 ]  | アボガド6             |
| 2017年 | ナンセンス文学                                | [ 動画 4 ]  | Mah                   |
| 2017年 | あの娘シークレット                            | [ 動画 5 ]  | オカモト              |
| 2017年 | ドラマツルギー                                | [ 動画 6 ]  | Mah                   |
| 2017年 | お気に召すまま                                | [ 動画 7 ]  | Waboku                |
| 2018年 | 明星ギャラクティカ                            | [ 動画 8 ]  | ナユタン星人          |
| 2018年 | アウトサイダー                                | [ 動画 9 ]  | Mah                   |
| 2018年 | トーキョーゲットー                            | [ 動画 10 ] | Waboku                |
| 2018年 | アンビバレント                                | [ 動画 11 ] | オカモト              |
| 2018年 | ラストダンス                                  | [ 動画 12 ] | Mah                   |
| 2019年 | 僕らまだアンダーグラウンド                    | [ 動画 13 ] | 依田伸隆              |
| 2019年 | 君に世界                                      | [ 動画 14 ] | 依田伸隆              |
| 2019年 | 闇夜                                          | [ 動画 15 ] | Mah & Waboku          |
| 2019年 | バウムクーヘンエンド                          | [ 動画 16 ] | Waboku & おざき       |
| 2019年 | レーゾンデートル                              | [ 動画 17 ] | Ryu Nakayama          |
| 2020年 | 心予報                                        | [ 動画 18 ] | 依田伸隆              |
| 2020年 | LEO                                           | [ 動画 19 ] | Mah                   |
| 2020年 | 白銀                                          | [ 動画 20 ] | りょーちも            |
| 2020年 | いのちの食べ方 (movie ver.)                   | [ 動画 21 ] | Mariyasu              |
| 2020年 | 約束                                          | [ 動画 22 ] | 山本健                |
| 2020年 | 廻廻奇譚                                      | [ 動画 23 ] | 佐伯雄一郎            |
| 2020年 | 心海                                          | [ 動画 24 ] | Mariyasu              |
| 2020年 | 蒼のワルツ                                    | [ 動画 25 ] | 依田伸隆              |
| 2021年 | 平行線                                        | [ 動画 26 ] | 依田伸隆              |
| 2021年 | 廻廻奇譚 (Live Film ver.)                     | [ 動画 27 ] | 太田好治/Satoshi Tani |
| 2021年 | 夜は仄か                                      | [ 動画 28 ] | Zemyata               |
| 2021年 | ドラマツルギー (Live Film ver.)               | [ 動画 29 ] | 太田好治/Satoshi Tani |
| 2021年 | 遊生夢死                                      | [ 動画 30 ] | niL                   |
| 2021年 | 群青讃歌                                      | [ 動画 31 ] | くっか                |
| 2021年 | 藍才                                          | [ 動画 32 ] | Glens sou             |
| 2022年 | 退屈を再演しないで                            | [ 動画 33 ] | Waboku                |
| 2022年 | YOKU                                          | [ 動画 34 ] | Yoneyama Mai          |
| 2022年 | Bubble feat. Uta                              | [ 動画 35 ] | 依田伸隆              |
| 2022年 | 暴徒                                          | [ 動画 36 ] | 吉﨑響                |
| 2022年 | 廻廻奇譚 (Adam by Eve ver.)                   | [ 動画 37 ] | 佐伯雄一郎            |
| 2022年 | 白雪                                          | [ 動画 38 ] | 藤田春香              |
| 2022年 | ファイトソング                                | [ 動画 39 ] | Mariyasu              |
| 2023年 | ぼくらの                                      | [ 動画 40 ] | Waboku                |
| 2023年 | 冒険録                                        | [ 動画 41 ] | 擬態するメタ          |
| 2023年 | 虎狼来                                        | [ 動画 42 ] | Ligton                |
| 2023年 | 花嵐                                          | [ 動画 43 ] | くっか                |
| 2023年 | アヴァン                                      | [ 動画 44 ] | えーけー              |
| 2023年 | 逃避行                                        | [ 動画 45 ] | 10十10                |
| 2024年 | pray                                          | [ 動画 46 ] | YKBX                  |
| 2024年 | Glorious Day feat. 初音ミク                   | [ 動画 47 ] | 千葉大輔              |
| 2024年 | フラットウッズのモンスターみたいに            | [ 動画 48 ] | 米谷聡美              |
| 2024年 | インソムニア                                  | [ 動画 49 ] | Mariyasu              |
| 2024年 | スイートメモリー                              | [ 動画 50 ] | 依田伸隆              |
| 2024年 | ティーンエイジブルー                          | [ 動画 51 ] | 伊勢田世山            |
| 2024年 | lazy cat                                      | [ 動画 52 ] | OFF SCRIPT            |
| 2024年 | ティーンエイジブルー 「アオのハコ」SPECIAL MV | [ 動画 53 ] | 依田伸隆              |
| 2024年 | さよならエンドロール                          | [ 動画 54 ] | Mariyasu              |
| 2025年 | feel like                                     | [ 動画 55 ] | KURO                  |
| 2025年 | ゴーストアベニュー                            | [ 動画 56 ] | Mariyasu              |

ニコニコ動画では、活動初期の楽曲を中心に一部楽曲の初音ミクバージョンの動画も公開されている。公式アプリ「ZINGAI」では、「杪夏」「宵の明星」「迷い子」「遊遊冥冥」「楓」「やどりぎ」のミュージックビデオを限定公開されていた。また映像集『ZINGAI』には「いのちの食べ方 (Live Film ver.)」「アヴァン (Live Film ver.)」が、アルバム『Under Blue』には「Byme」が収録されている。

### 未発表曲
- ワンダラー - 2018年のライブ「Stars on Planet - 星の王子さまにさよならを -」にて歌唱。2021年8月16日から3週間、「未公開demo2017」というタイトルで公式アプリ「ZINGAI」にて期間限定公開されていた[41]。
- demo0725 - 2020年12月16日から1月31日まで、公式アプリ「ZINGAI」にて期間限定公開されていたデモ音源。
- 心海（合唱ver.） - NTTドコモ U30ロング割スペシャルムービー「卒業生100万人の答辞」内で使用された楽曲[42]。
- untitled - 2023年5月23日に誕生日記念としてTwitterにて公開された楽曲[43]。

### 参加作品
| 発売日        | 参加楽曲                                      | アーティスト                          | 初収録作品                             | 備考                                                                                                |
| ------------- | --------------------------------------------- | ------------------------------------- | -------------------------------------- | --------------------------------------------------------------------------------------------------- |
| 2013年7月7日  | いかないで feat. Eve                          | 想太                                  | 少年少女のコトバ                       | 後に歌い直されたされたバージョンがアルバム『Round Robin』に収録されている。                         |
| 2013年4月29日 | 独り言                                        | noo                                   | Good night Sweet dreams (you)          | 映像作品。                                                                                          |
| 2014年1月15日 | Strangers                                     | Various Artists                       | EXIT TUNES PRESENTS 神曲を歌ってみた8  | ボカロ楽曲のカバー。原曲のボカロPはHeavenz。                                                        |
| 2014年4月27日 | New World feat. Eve                           | 快晴P                                 | atorie                                 | |
| 2015年5月5日  | 遠き残照の日                                  | PolyphonicBranch                      | 百華絢爛                               | |
| 2015年8月16日 | 落日の約束 -加州清光,大和守安定-              | PolyphonicBranch                      | 蒼炎哀歌                               | S!Nとの歌唱。                                                                                       |
| 2015年9月9日  | Falling                                       | Various Artists                       | Life&Lovers / 蝶々P meets Singers      | Eveへの書き下ろし楽曲。                                                                             |
| 2015年9月9日  | フラッシュライト                              | Various Artists                       | Life&Lovers / 蝶々P meets Singers      | Eveへの書き下ろし楽曲。                                                                             |
| 2016年5月11日 | パーフェクト生命                              | Various Artists                       | EXIT TUNES PRESENTS PALETTE            | ボカロ楽曲のカバー。原曲のボカロPは順にナユタン星人、はるふり、Task。                               |
| 2016年5月11日 | ベルガモの少女                                | Various Artists                       | EXIT TUNES PRESENTS PALETTE            | ボカロ楽曲のカバー。原曲のボカロPは順にナユタン星人、はるふり、Task。                               |
| 2016年5月11日 | 明けない夜を壊せ                              | Various Artists                       | EXIT TUNES PRESENTS PALETTE            | ボカロ楽曲のカバー。原曲のボカロPは順にナユタン星人、はるふり、Task。                               |
| 2016年8月14日 | 抜刀レストエンド -オールキャラ-               | PolyphonicBranch                      | 抜刀繚乱                               | あいす、ウォルピスカーター、しゅーず、S!N、ホロホロ鳥、窓付き@、まるぐりと共に歌唱参加              |
| 2017年8月11日 | 恋愛メソッド                                  | PolyphonicBranch                      | inspiration                            | |
| 2017年8月11日 | 落日の約束                                    | PolyphonicBranch                      | inspiration                            | S!Nとの歌唱。DVDに収録。                                                                            |
| 2017年8月11日 | 抜刀レストエンド                              | PolyphonicBranch                      | inspiration                            | あいす、ウォルピスカーター、しゅーず、S!N、ホロホロ鳥、窓付き@、まるぐりと共に歌唱参加。DVDに収録。 |
| 2018年2月14日 | インスタントヘヴン feat. Eve                  | ナナヲアカリ                          | いろいろいうけど「♡ (いいね)」がほしい | |
| 2018年8月10日 | シネマチック・フィクション feat. Eve          | 快晴P                                 | シネマチック・フィクションズ           | |
| 2018年8月10日 | シネマチック・フィクション feat. Eve&初音ミク | 快晴P                                 | シネマチック・フィクションズ           | |
| 2018年8月29日 | 星の王子サマ (Eve ver.)                       | ナユタン星人                          | ナユタン星からの物体Z                  | アニメイト限定特典「限定歌ってみたCD【Eve×Sou】」収録。                                             |
| 2021年7月26日 | 宇宙の季節                                    | Lanndo feat.Eve, suis (from ヨルシカ) | 宇宙の季節                             | Lanndoの1stアルバム『ULTRAPANIC』にも収録されている。                                               |
| 2021年7月28日 | ワールドドミネイション                        | ひきフェス2019一同                    | ワールドドミネイション                 | |
| 2022年5月11日 | Bubble feat. Uta (TeddyLoid Remix)            | 澤野弘之                              | 「バブル」オリジナル・サウンドトラック | 映画『バブル』Netflix版オープニングテーマ。                                                         |
| 2023年6月14日 | ラブソング feat. Eve                          | キタニタツヤ                          | LOVE: AMPLIFIED                        | |

### einie
2012年に、夏代孝明・iida・nskw・風太と共に結成したバンド。メンバーのnskwが病気療養のため脱退するのを機に、バンドとしても2013年内を以って活動休止。
|     | 発売日         | タイトル  | 販売形態 | 販売形態   | 規格品番  | 収録曲 |
| --- | -------------- | --------- | -------- | ---------- | --------- | --- |
| 1st | 2012年10月28日 | einie     | CD       | 通常盤     | ENCD-0001 | 全7曲 1. intro 2. アイロニー 3. クローバー 4. スピカ 5. サイダー 6. 浮遊少年 7. outro                      |
| 1st | 2013年10月27日 | einie     | CD       | リメイク盤 | ENCD-0001 | 全7曲 1. intro 2. アイロニー 3. クローバー 4. スピカ 5. サイダー 6. 浮遊少年 7. outro                      |
| 2nd | 2013年4月29日  | 或る一日  | CD       | 通常盤     | ENCD-0002 | 全8曲 1. 0521 2. ワンダー 3. 群青 4. 17th 5. メリー 6. ライムライト 7. 2358 8. 或る一日                    |
| SP  | 2013年8月9日   | Letter #1 | CD       | 会場限定   | -         | 全4曲 1. アイロニー (ROZEO EMBLEM) 2. EARTH DAY (einie) 3. Lamp Light (ROZEO EMBLEM) 4. サンライズ (einie) |

### Riot of color
2014年に、kradness・ゆりん・夏代孝明・KK・S!Nと共に結成したボーカルユニット。2017年以降は活動を行なっていない。

## 楽曲提供

### アーティスト
| 発売日         | 曲名               | アーティスト               | 収録作品                                | 備考                                                                    |
| -------------- | ------------------ | -------------------------- | --------------------------------------- | ----------------------------------------------------------------------- |
| 2018年2月14日  | ドッペルアリー     | ナナヲアカリ               | いろいろいうけど「♡」（いいね）がほしい | ナナヲアカリと共同で作詞作曲を担当。                                    |
| 2018年2月28日  | チョコレートタウン | Sou                        | 蒼                                      | 作詞作曲およびコーラスを担当。『おとぎ』にセルフカバーを収録。          |
| 2018年6月27日  | ガラクタモンスター | 天月-あまつき-             | それはきっと恋でした。                  | 作詞作曲を担当。『おとぎ』にセルフカバーを収録。                        |
| 2018年7月4日   | スクールボーイ     | となりの坂田。             | V-enus                                  | 作詞作曲を担当。                                                        |
| 2018年7月31日  | グレイの海         | Sou                        | 深層から                                | 作詞作曲を担当。『Smile』にセルフカバーを収録。                         |
| 2019年9月18日  | リア               | りぶ                       | Ribing fossil                           | 作詞作曲およびコーラスを担当。『Smile』にセルフカバーを収録。           |
| 2021年3月24日  | 魔法               | Myuk                       | 魔法                                    | 作詞作曲を担当。『廻人』にセルフカバーを収録。                          |
| 2021年9月1日   | シオン             | Myuk                       | シオン                                  | 作詞作曲を担当。                                                        |
| 2021年12月8日  | 群青讃歌           | Various Artists            | セカイ/ワーワーワールド/群青讃歌        | 作詞作曲を担当。『群青讃歌/遊生夢死』に表題曲としてセルフカバーを収録。 |
| 2022年5月18日  | 閃光               | Roselia                    | ROZEN HORIZON                           | 作詞作曲を担当。                                                        |
| 2023年4月23日  | 有頂天猫           | キヨ                       | 有頂天猫                                | 作詞作曲を担当。                                                        |
| 2023年8月23日  | ハイファイ浪漫     | 岡野昭仁                   | Walkin' with a song                     | 作詞作曲を担当。                                                        |
| 2023年8月23日  | 夢の彼方           | 夢野幻太郎（CV：斉藤壮馬） | The Block Party -HOMIEs-                | 作詞作曲を担当。                                                        |
| 2024年6月2日   | メメント           | VACHSS                     | メメント                                | 作詞作曲を担当。『Under Blue』にセルフカバーを収録。                    |
| 2024年10月21日 | オッドストーリー   | キヨ                       | オッドストーリー                        | 作詞作曲を担当。                                                        |
| 2025年1月16日  | Twilight           | りぶ                       | Twilight                                | 作詞作曲を担当。TVアニメ「誰ソ彼ホテル」エンディング主題歌。            |
| 2025年5月25日  | Step by Step       | TOMORROW X TOGETHER        | Step by Step                            | 作詞作曲を担当。フジテレビ系列「めざましどようび」テーマソング。        |
| 未定           | Sympathy           | Leo/need                   | 未定                                    | 作詞作曲を担当。                                                        |

### ゲーム
- スマホゲーム「ドラガリアロスト」
  - ルクレツィアのテーマソングとして「楓」を提供[47]。
- スマホゲーム「＃コンパス 戦闘摂理解析システム」
  - ソーン=ユーリエフのテーマソングとして「やどりぎ」を提供[48]。
- スマホゲーム「プロジェクトセカイ カラフルステージ! feat. 初音ミク」
  - 1周年記念アニバーサリーソングとして「群青讃歌」を提供[49]。
- スマホゲーム「バンドリ! ガールズバンドパーティ!」
  - Roseliaへの書き下ろしオリジナル楽曲として「閃光」を提供[50]。
  - スマホゲーム「プロジェクトセカイ カラフルステージ! feat. 初音ミク」
    - Leo/needへの書き下ろしオリジナル曲としてとして「Sympathy」を提供

## タイアップ
| 起用年 | 楽曲                               | タイアップ                                                                                       | 出典          |
| ------ | ---------------------------------- | ------------------------------------------------------------------------------------------------ | ------------- |
| 2018年 | アンビバレント                     | オリジナルアニメ『メカウデ』主題歌                                                               | [ 51 ]        |
| 2018年 | 楓                                 | スマホゲーム「ドラガリアロスト」ルクレツィア テーマソング                                        | [ 47 ]        |
| 2019年 | やどりぎ                           | スマホゲーム「＃コンパス 戦闘摂理解析システム」ソーン=ユーリエフ テーマソング                    | [ 48 ]        |
| 2019年 | 闇夜                               | テレビアニメ『どろろ』エンディングテーマ                                                         | [ 52 ] [ 53 ] |
| 2019年 | レーゾンデートル                   | 専門学校HAL CMソング                                                                             | [ 54 ]        |
| 2019年 | バウムクーヘンエンド               | スペースシャワーTV開局30周年記念STATION ID                                                       | [ 55 ]        |
| 2019年 | ドラマツルギー                     | abemaTVドラマ 『フォローされたら終わり』主題歌                                                   | [ 56 ] [ 57 ] |
| 2019年 | 白銀                               | JR SKISKI 2019-2020 キャンペーンテーマソング                                                     | [ 58 ]        |
| 2020年 | 心予報                             | ロッテ「ガーナチョコレート “ピンクバレンタイン”」テーマソング                                    | [ 59 ] [ 60 ] |
| 2020年 | 廻廻奇譚                           | 毎日放送・TBS系アニメ『呪術廻戦』オープニングテーマ                                              | [ 61 ] [ 62 ] |
| 2020年 | 蒼のワルツ                         | 劇場アニメ『ジョゼと虎と魚たち』主題歌                                                           | [ 63 ] [ 64 ] |
| 2020年 | 心海                               | 劇場アニメ『ジョゼと虎と魚たち』挿入歌                                                           | [ 65 ]        |
| 2021年 | 平行線                             | ロッテ「ガーナチョコレート “Gift”」テーマソング                                                  | [ 66 ]        |
| 2021年 | 遊生夢死                           | 個人制作アニメーションの祭典「Project Young.」主題歌                                             | [ 67 ]        |
| 2021年 | 群青讃歌                           | スマホゲーム「プロジェクトセカイ カラフルステージ! feat. 初音ミク」1周年記念アニバーサリーソング | [ 49 ]        |
| 2021年 | 藍才                               | Spotifyまとめ / Spotify Premium TVCMソング                                                       | [ 68 ]        |
| 2022年 | YOKU                               | 「KATE欲コレクション」インスパイアソング                                                         | [ 69 ]        |
| 2022年 | 言の葉                             | NTTドコモ U30ロング割「あの恋をもう一度」テーマソング                                            | [ 70 ]        |
| 2022年 | アヴァン                           | スマホゲーム「呪術廻戦 ファントムパレード」主題歌                                                | [ 71 ] [ 72 ] |
| 2022年 | 心海 (合唱ver.)                    | NTTドコモ U30ロング割 「卒業生100万人の答辞」テーマソング                                        | [ 73 ]        |
| 2022年 | 暴徒                               | 音楽映画『Adam by Eve: A Live in Animation』劇中歌                                               | [ 32 ] [ 33 ] |
| 2022年 | 退屈を再演しないで                 | 音楽映画『Adam by Eve: A Live in Animation』劇中歌                                               | [ 32 ] [ 33 ] |
| 2022年 | 廻廻奇譚                           | 音楽映画『Adam by Eve: A Live in Animation』劇中歌                                               | [ 32 ] [ 33 ] |
| 2022年 | Bubble feat. Uta                   | アニメ映画『バブル』オープニングテーマ                                                           | [ 74 ]        |
| 2022年 | Bubble feat. Uta (TeddyLoid Remix) | アニメ映画『バブル』Netflix版オープニングテーマ                                                  | [ 74 ]        |
| 2022年 | 白雪                               | 映画『ブラックナイトパレード』主題歌                                                             | [ 75 ]        |
| 2022年 | ファイトソング                     | テレビ東京系アニメ『チェンソーマン』第12話エンディングテーマ                                     | [ 76 ]        |
| 2023年 | ぼくらの                           | 読売テレビ・日本テレビ系アニメ『僕のヒーローアカデミア』第6期第2クールオープニングテーマ         | [ 77 ]        |
| 2023年 | 黄金の日々                         | 森永製菓「inゼリー」2023 TVCMソング                                                              | [ 78 ]        |
| 2023年 | 虎狼来                             | ギャツビー「メタラバー」タイアップソング                                                         | [ 79 ]        |
| 2023年 | 冒険録                             | スマホゲーム「アスタータタリクス」オープニングテーマ                                             | [ 80 ]        |
| 2023年 | 花嵐                               | ブルボン「アルフォート」TVCMソング                                                               | [ 81 ]        |
| 2024年 | pray                               | フジテレビ系ドラマ『院内警察』主題歌                                                             | [ 82 ]        |
| 2024年 | インソムニア                       | 映画『映画 マイホームヒーロー』主題歌                                                            | [ 83 ]        |
| 2024年 | Glorious Day feat. 初音ミク        | 「ポケモン feat. 初音ミク Project VOLTAGE 18 Types/Songs」書き下ろし楽曲                         | [ 84 ]        |
| 2024年 | スイートメモリー                   | テレビ朝日系アニメ『小市民シリーズ』オープニングテーマ                                           | [ 85 ]        |
| 2024年 | 巻物語                             | 小学館「月刊コロコロコミック」555号記念PV テーマソング                                           | [ 86 ]        |
| 2024年 | ティーンエイジブルー               | TBS系アニメ『アオのハコ』第1クールエンディングテーマ                                             | [ 87 ]        |
| 2024年 | 花星                               | 劇場アニメ『メイクアガール』主題歌                                                               | [ 88 ]        |
| 2025年 | Midnight Runway                    | POKÉTOON『ヤミカラスと真夜中のぼうけん』主題歌                                                   | [ 89 ]        |
| 2025年 | インソムニア                       | Google Play ショートアニメ『Google Playで超無双？！転生したらAndroidユーザーだった』主題歌       | [ 90 ]        |

## サポートメンバー
Eveからは「人外チーム」と呼ばれており、レコーディング収録やライブ演奏に参加している。また、「Zingai」として楽曲の編曲にも携わっている。
- Numa - Guitar
- 中村昌史 - Bass
- 堀正輝 - Drums
- SUNNY - Keyboard

## ライブ・イベント

### オンラインイベント
| 開催日         | タイトル                                                               | 備考                                                                                                  |
| -------------- | ---------------------------------------------------------------------- | --- |
| 2020年12月24日 | Christmas Eve Radio                                                    | YouTubeチャンネル登録者200万人突破を記念した生配信イベント。                                          |
| 2021年02月06日 | 胡乱な円卓                                                             | EP『廻廻奇譚/蒼のワルツ』にイベントに参加できるシリアルコードが封入された。                           |
| 2021年12月24日 | Eveの日 生配信                                                         | YouTubeチャンネル登録者300万人突破を記念した生配信イベント。                                          |
| 2022年05月14日 | 廻人ノ間                                                               | アルバム『廻人』にイベントに参加できるシリアルコードが封入された。                                    |
| 2022年12月24日 | #Eveの日 YouTube Premium Afterparty “Supported by YouTube \| SoftBank” | 「#Eveの日 Xmas Live」後に行われたYouTube Premium会員限定の生配信イベント。                           |
| 2023年12月24日 | #Eveの日 2023                                                          | 2023年を振り返る生配信や8月に行われたアリーナツアー「虎狼来」のライブ映像のダイジェスト公開を行った。 |

## 出演

### 映画
- 「Adam by Eve: A Live in Animation」（Netflix：2022年3月15日世界同時配信）[94]

### テレビ
- 「NHK MUSIC SPECIAL Eve」（NHK総合：2021年12月23日）[95]

### ラジオ
- 『SCHOOL OF LOCK!』内「Eve LOCKS!」（TOKYO FM・JFN系列：毎週木曜 23:08 - 23:25、2019年4月4日 - 2021年3月25日）[96]
- 「Eveのオールナイトニッポン0(ZERO)」(2024年11月23日、ニッポン放送) [97]
- 『TOKYO FM サンデースペシャル「Eve Under Blue Hour」』（2025年7月6日、TOKYO FM）[98]

## 書籍

### 漫画
- 『虚の記憶』原作・プロデュース（KADOKAWA『月刊コミックジーン』連載）
  - MFコミックス ジーンシリーズ『虚の記憶 1』（2020年12月25日、KADOKAWA）ISBN 978-4-04-680047-3
  - MFコミックス ジーンシリーズ『虚の記憶 2』（2021年12月27日、KADOKAWA）ISBN 978-4-04-680959-9
  - MFコミックス ジーンシリーズ『虚の記憶 3』（2022年12月27日、KADOKAWA）ISBN 978-4-04-681982-6
  - MFコミックス ジーンシリーズ『虚の記憶 4』（2023年09月27日、KADOKAWA）ISBN 978-4-04-682598-8
  - MFコミックス ジーンシリーズ『虚の記憶 5』（2024年12月25日、KADOKAWA）ISBN 978-4-04-684086-8

- 『いのちの食べ方』原作・プロデュース（KADOKAWA『月刊コミックジーン』連載）
  - MFコミックス ジーンシリーズ『いのちの食べ方 1』（2024年3月26日、KADOKAWA）ISBN 978-4-04-683422-5
  - MFコミックス ジーンシリーズ『いのちの食べ方 2』（2024年12月25日、KADOKAWA）ISBN 978-4-04-684084-4

### 小説
- 『いのちの食べ方』原作・プロデュース
  - MF文庫J『いのちの食べ方 1』（2022年9月22日、KADOKAWA）ISBN 978-4-04-681751-8
  - MF文庫J『いのちの食べ方 2』（2022年12月23日、KADOKAWA）ISBN 978-4-04-682037-2
  - MF文庫J『いのちの食べ方 3』（2023年5月25日、KADOKAWA）ISBN 978-4-04-682443-1
  - MF文庫J『いのちの食べ方 4』（2023年10月25日、KADOKAWA）ISBN 978-4-04-682988-7
  - MF文庫J『いのちの食べ方 5』（2024年6月25日、KADOKAWA）ISBN 978-4-04-683541-3

### イラストブック
- イラストブック『ZINGAI』（2019年4月1日、KADOKAWA）ISBN 978-4-04-735542-2

### 雑誌
- 歌ってみたの本 September 2013（2013年8月1日、KADOKAWA） ISBN 978-4-04-729123-2
- ミレニアルズ January 2018（2017年12月1日、KADOKAWA） ISBN 978-4-04-734913-1
- ミレニアルズ May 2018（2018年3月31日、KADOKAWA） ISBN 978-4-04-735105-9
- ROCKIN'ON JAPAN 2019年1月号（2018年11月30日、ロッキングオン）
- ROCKIN'ON JAPAN 2019年7月号（2019年5月30日、ロッキングオン）
- ROCKIN'ON JAPAN 2020年3月号（2020年2月29日、ロッキングオン）
- ROCKIN'ON JAPAN 2021年1月号（2020年11月30日、ロッキングオン）
- NYLON JAPAN 2021年2月号（2020年12月28日、カエルム）
- SWITCH Vol.39 No.8（2021年7月20日、スイッチ・パブリッシング）
- MUSICA 3月号（2022年2月17日、FACT）
- TOWER PLUS+ 3月1日号（2022年3月1日、タワーレコード）
- SWITCH Vol.40 No.4（2022年3月20日、スイッチ・パブリッシング）
- MUSICA 2月号（2024年1月18日、FACT）
- ROCKIN’ON JAPAN 2024年12月号（2024年10月30日、ロッキングオン）
- MUSICA 12月号（2024年11月15日、FACT）

## 受賞とノミネート
| 年     | ノミネート対象             | 賞                                                       | 結果       |
| ------ | -------------------------- | -------------------------------------------------------- | ---------- |
| 2019年 | Eve                        | タワレコメンアワード2019 トップ20アーティスト            | 受賞       |
| 2020年 | Eve                        | SPACE SHOWER MUSIC AWARDS 2020 BEST BREAKTHROUGH ARTIST  | ノミネート |
| 2020年 | 僕らまだアンダーグラウンド | SPACE SHOWER MUSIC AWARDS 2020 BEST ANIMATION VIDEO      | 受賞       |
| 2021年 | 廻廻奇譚                   | 第5回クランチロール・アニメアワード 最優秀オープニング賞 | ノミネート |
| 2021年 | Eve                        | 2021 MTV EMA ベストジャパン・アクト                      | ノミネート |
| 2022年 | Eve                        | SPACE SHOWER MUSIC AWARDS 2022 BEST SOLO ARTIST          | ノミネート |